# ۱۴۳ (پیش از میلاد)
۱۴۳ (پیش از میلاد) ۱۴۳مین سال قبل از تقویم میلادی است.